# Gouvernement Kassory (1)
République de Guinée
Youla Kassory II
Le gouvernement Kassory I est le quatrième gouvernement de la Guinée sous la présidence d'Alpha Condé, proposé par Ibrahima Kassory Fofana, en fonction du 26 mai 2018 au 15 janvier 2021.

## Historique du mandat
Dirigé par le Premier ministre Ibrahima Kassory Fofana, ce gouvernement succède donc au gouvernement Youla.
Il connaît un remaniement le 19 juin 2020 avec l'arrivée de 9 nouveaux ministres dont 4 femmes.
Le gouvernement prend fin le 15 janvier 2021, après la démission du premier ministre et son gouvernement.

## Composition

### Initiale (26 mai 2018)
| Fonction | Titulaire | Titulaire                | Parti |
| --- | --------- | ------------------------ | ----- |
| Premier ministre |           | Ibrahima Kassory Fofana  | RPG   |
| Ministre d'État Ministre chargé des Affaires présidentielles Ministre de la Défense nationale                                                             |           | Mohamed Diané            | RPG   |
| Ministre d'État Ministre de la Justice, Garde des Sceaux                                                                                                  |           | Cheick Sako              | RPG   |
| Ministre d'État Ministre du Tourisme, de l'Hôtellerie et de l'Artisanat                                                                                   |           | Thierno Ousmane Diallo   | UPR   |
| Ministre d'État Ministre à la Présidence, conseiller spécial du président de la République Ministre de l'Industrie et des Petites et moyennes entreprises |           | Tibou Kamara             | RPG   |
| Ministre d'État Ministre des Transports |           | Aboubacar Sylla          | UFC   |
| Ministre d'État Ministre de la Santé et de l'Hygiène publique                                                                                             |           | Édouard Nyankoye Lamah   | RPG   |
| Ministre d'État Ministre de l'Environnement, des Eaux et Forêts                                                                                           |           | Roger Patrick Millimono  |       |
| Ministre de l'Administration du territoire et de la Décentralisation                                                                                      |           | Bouréma Condé            | RPG   |
| Ministre des Affaires étrangères et des Guinéens de l'étranger                                                                                            |           | Mamadi Touré             | RPG   |
| Ministre du Plan et du Développement économique |           | Mama Kanny Diallo        | RPG   |
| Ministre de l'Économie et des Finances |           | Mamadi Camara            | RPG   |
| Ministre de l'Unité nationale et de la Citoyenneté |           | Kalifa Gassama Diaby     |       |
| Ministre des Travaux publics |           | Moustapha Naité          | RPG   |
| Ministre de l'Énergie |           | Cheick Taliby Sylla      | RPG   |
| Ministre de l'Enseignement supérieur et de la Recherche scientifique                                                                                      |           | Abdoulaye Yéro Baldé     | RPG   |
| Ministre des Mines et de la Géologie |           | Abdoulaye Magassouba     | RPG   |
| Ministre de la Ville et de l'Aménagement du territoire |           | Ibrahima Kourouma        | RPG   |
| Ministre des Sports, de la Culture et du Patrimoine historique                                                                                            |           | Sanoussy Bantama Sow     | RPG   |
| Ministre de la Jeunesse et de l'Emploi jeune |           | Mouctar Diallo           | NFD   |
| Ministre des Postes, des Télécoms et de l’Économie numérique                                                                                              |           | Moustapha Mamy Diaby     | RPG   |
| Ministre de la Fonction publique, de la Réforme de l'État et de la Modernisation de l'administration                                                      |           | Billy Nankouma Doumbouya | RPG   |
| Ministre du Budget |           | Ismaël Dioubaté          | RPG   |
| Ministre du Travail et des Lois sociales |           | Cheick Oumar Diallo      |       |
| Ministre des Droits et de l'Autonomisation des femmes |           | Hawa Béavogui            | RPG   |
| Ministre de la Sécurité et de la Protection civile |           | Alpha Ibrahima Keira     |       |
| Ministre du Commerce |           | Boubacar Barry           | RPG   |
| Ministre de l'Action sociale, de la Promotion féminine et de l'Enfance                                                                                    |           | Mariama Sylla            | RPG   |
| Ministre de l'Éducation nationale et de l'Alphabétisation                                                                                                 |           | Mory Sangaré             | RPG   |
| Ministre de l'Enseignement technique, de la Formation professionnelle, du Travail et de l'Emploi                                                          |           | Lansana Komara           | RPG   |
| Ministre chargé des Investissements et du Partenariat public-privé                                                                                        |           | Gabriel Curtis           | RPG   |
| Ministre de la Coopération et de l'Intégration africaine                                                                                                  |           | Djènè Keita              | RPG   |
| Ministre de l'Agriculture |           | Mariama Camara           | RPG   |
| Ministre de la Pêche, de l'Aquaculture et de l'Économie maritime                                                                                          |           | Frédéric Loua            |       |
| Ministre de l'Information et de la Communication |           | Amara Somparé            |       |
| Ministre chargé des Hydrocarbures |           | Diakaria Koulibaly       | RPG   |

### Remaniement du19 juin 2020
- Les nouveaux ministres sont indiqués en gras, ceux ayant changé d'attributions en italique.

| Fonction | Titulaire | Titulaire                | Parti |
| --- | --------- | ------------------------ | ----- |
| Membres du cabinet |           |                          |       |
| Premier ministre |           | Ibrahima Kassory Fofana  | RPG   |
| Ministre d'État Ministre chargé des Affaires présidentielles Ministre de la Défense nationale                                                             |           | Mohamed Diané            | RPG   |
| Ministre d'État Ministre de la Justice, Garde des Sceaux                                                                                                  |           | Mory Doumbouya           |       |
| Ministre d'État Ministre du Tourisme, de l'Hôtellerie et de l'Artisanat                                                                                   |           | Salla Fanta Camara       |       |
| Ministre d'État Ministre à la Présidence, conseiller spécial du président de la République Ministre de l'Industrie et des Petites et moyennes entreprises |           | Tibou Kamara             | RPG   |
| Ministre d'État Ministre des Transports |           | Aboubacar Sylla          | UFC   |
| Ministre d'État Ministre de la Santé et de l'Hygiène publique                                                                                             |           | Remy Lamah               |       |
| Ministre d'État Ministre de l'Environnement, des Eaux et Forêts                                                                                           |           | Oyé Lamah Guilavogui     | RPG   |
| Ministre d'État Ministre de l'Hydraulique et de l'Assainissement                                                                                          |           | Papa Koly Kourouma       | GRUP  |
| Ministre de l'Administration du territoire et de la Décentralisation                                                                                      |           | Bouréma Condé            | RPG   |
| Ministre des Affaires étrangères et des Guinéens de l'étranger                                                                                            |           | Mamadi Touré             | RPG   |
| Ministre du Plan et du Développement économique |           | Mama Kanny Diallo        | RPG   |
| Ministre de l'Économie et des Finances |           | Mamadi Camara            | RPG   |
| Ministre de l'Unité nationale et de la Citoyenneté |           | Mamadou Taran Diallo     |       |
| Ministre des Travaux publics |           | Moustapha Naité          | RPG   |
| Ministre de l'Énergie |           | Bountouraby Yattara      |       |
| Ministre de l'Enseignement supérieur et de la Recherche scientifique                                                                                      |           | Aboubacar Oumar Bangoura |       |
| Ministre des Mines et de la Géologie |           | Abdoulaye Magassouba     | RPG   |
| Ministre de la Ville et de l'Aménagement du territoire |           | Ibrahima Kourouma        | RPG   |
| Ministre des Sports, de la Culture et du Patrimoine historique                                                                                            |           | Sanoussy Bantama Sow     | RPG   |
| Ministre de la Jeunesse et de l'Emploi jeune |           | Mouctar Diallo           | NFD   |
| Ministre des Postes, des Télécoms et de l’Économie numérique                                                                                              |           | Saïd Oumar Koulibaly     |       |
| Ministre de la Fonction publique, de la Réforme de l'État et de la Modernisation de l'administration                                                      |           | Mamadou Ballo            |       |
| Ministre du Budget |           | Ismaël Dioubaté          | RPG   |
| Ministre du Travail et des Lois sociales |           | Cheick Oumar Diallo      |       |
| Ministre des Droits et de l'Autonomisation des femmes |           | Hawa Béavogui            | RPG   |
| Ministre de la Sécurité et de la Protection civile |           | Albert Damantang Camara  | RPG   |
| Ministre du Commerce |           | Boubacar Barry           | RPG   |
| Ministre de l'Action sociale, de la Promotion féminine et de l'Enfance                                                                                    |           | Mariama Sylla            | RPG   |
| Ministre de l'Éducation nationale et de l'Alphabétisation                                                                                                 |           | Bano Barry               |       |
| Ministre de l'Enseignement technique, de la Formation professionnelle, du Travail et de l'Emploi                                                          |           | Djénabou Dramé           | RPG   |
| Ministre chargé des Investissements et du Partenariat public-privé                                                                                        |           | Gabriel Curtis           | RPG   |
| Ministre de la Coopération et de l'Intégration africaine                                                                                                  |           | Djènè Keita              | RPG   |
| Ministre de l'Agriculture |           | Mariama Camara           | RPG   |
| Ministre de l'Élevage |           | Roger Patrick Millimono  |       |
| Ministre de la Pêche, de l'Aquaculture et de l'Économie maritime                                                                                          |           | Frédéric Loua            |       |
| Ministre de l'Information et de la Communication |           | Amara Somparé            |       |
| Ministre chargé des Hydrocarbures |           | Diakaria Koulibaly       | RPG   |